# فاسيليس كاففاداس
فاسيليس كاففاداس (باليونانية: Βασίλης Καββαδάς)‏ مواليد 28 ديسمبر 1991 في أثينا، هو لاعب كرة سلة يوناني. بدأ مسيرته الاحترافية في سنة 2010. يحمل الرقم 33. يبلغ طوله 6 قدم 9 بوصة (2.1 م).

## المسيرة الاحترافية
لعب مع نادي بانيونيس لكرة السلة من سنة 2010 إلى 2013، ثم لعب مع نادي أولمبياكوس لكرة السلة من سنة 2013 إلى 2016، ثم لعب مع نادي أريس لكرة السلة في سنة 2016.

## روابط خارجية
- فاسيليس كاففاداس على موقع الاتحاد الدولي لكرة السلة (الإنجليزية)
- فاسيليس كاففاداس على موقع الدوري الأوروبي لكرة السلة (الإنجليزية)
- فاسيليس كاففاداس على موقع كرة السلة الأوروبية.كوم (الإنجليزية)
- فاسيليس كاففاداس على موقع DraftExpress.com (الإنجليزية)
- فاسيليس كاففاداس على موقع ريلجم (الإنجليزية)
- فاسيليس كاففاداس على موقع بروبوليرز (الإنجليزية)
- فاسيليس كاففاداس على موقع سبورتس رفرنس (الإنجليزية)